# Paul Ariste

Paul Ariste (Rääbise, 1905. február 3. – Tallinn, 1990. február 2.) észt nyelvész, finnugrista.

## Élete
A Tartui Egyetemen tanult 1925 és 1929 között. Diplomamunkájának címe: „Az észt–svéd jövevényszavak az észt nyelvben". 1933-tól a Tartui Egyetemen oktatott, doktori értekezését a Hiiumaa szigetén beszélt nyelvjárás fonetikájából írta. 1944 és 1946 között az észt és más finnugor nyelvek tanszékének vezetője volt, majd 1946 és 1977 között a finnugor tanszék élén állt.

## Munkássága
Ariste az észtországi finnugor nyelvkutatás atyja és a szovjetunióbeli kutatás egyik jeles alakja. Számos nyelvet oktatott (finn, svéd, lett, alnémet és eszperantó), tudományos téziseinek száma meghaladja a hatvanat. Egyik fő kutatási területe a vót (vadja) nyelv volt, tanítványaival rendszeresen tett tanulmányutakat e nép körében. Az általa gyűjtött vót népmeséket és népi énekeket több kiadásban tette közzé. Egyik legjelentősebb munkája a nagy vót szótár összeállítása és kiadása (1990). Összes publikációnak száma mintegy 1300 cikk, ezek között félszáz monográfia. Megalapította (1965) és szerkesztette a Szovjetszkoje finnougrovegyenyije (Советское финноугроведение; Soviet Finno-Ugric Studies) című folyóiratot, melynek nevét később Linguistica Uralica-ra változtatták.

## Elismerések
Tevékenységét külföldön és belföldön is elismerés övezte. 1954-től az Észt Tudományos Akadémia tagja, 1969-ben avatták a Helsinki Egyetem, 1971-ben a szegedi József Attila Tudományegyetem, 1975-ben a Tamperei Egyetem, 1989-ben a Lett Egyetem díszdoktorává. Magyarországon és Finnországban is tiszteletbeli akadémiai tagsággal tüntették ki.